# Felshaken

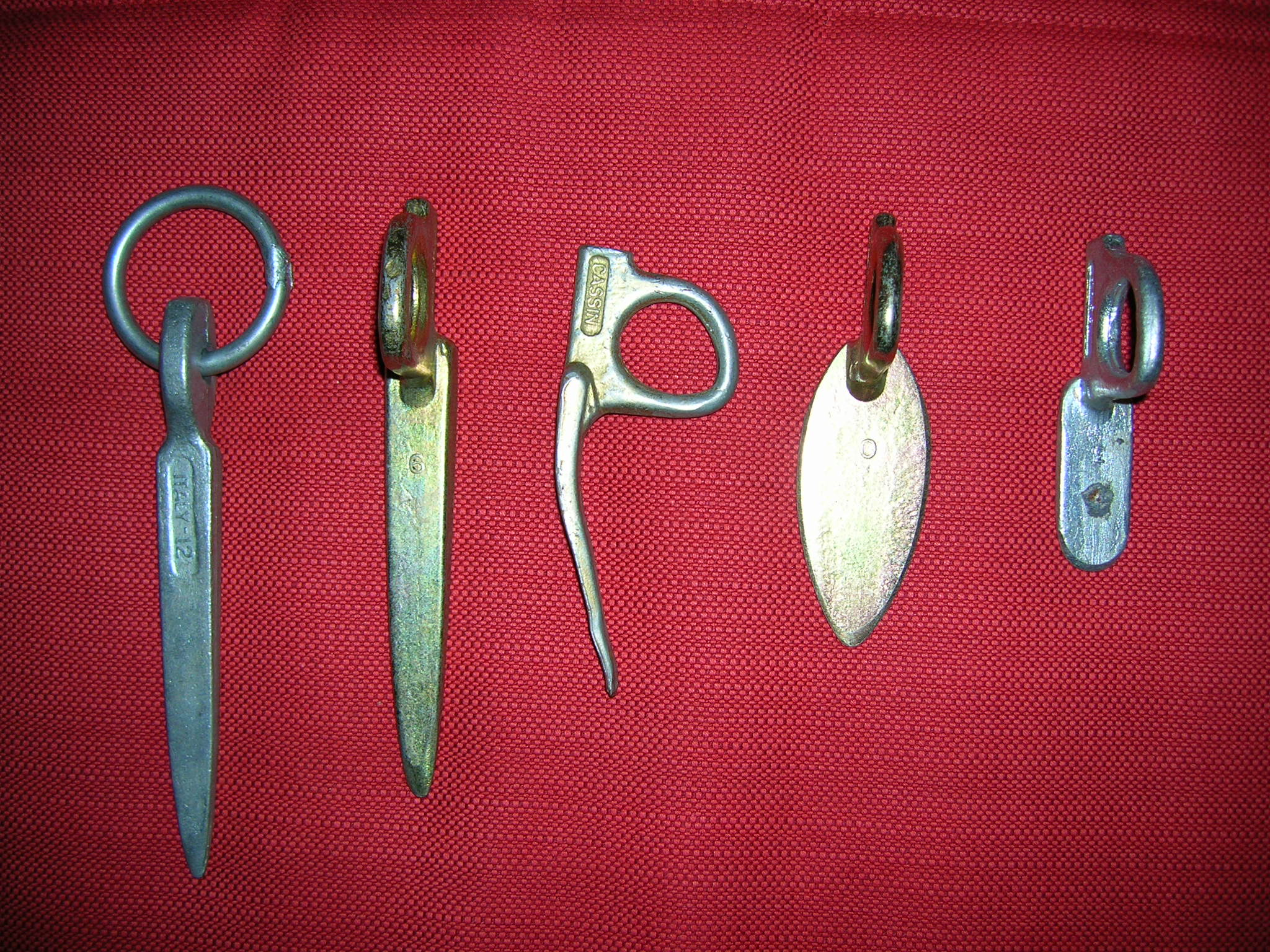
Verschiedene Felshaken.

Ein Felshaken ist ein im Kletterfelsen verankerter Metallschaft mit einer Öse, in die ein Karabinerhaken eingehängt werden kann.
Er dient beim Klettern als fester Fixpunkt für den Standplatzbau oder Zwischensicherungen.
Beim technischen Klettern nutzen ihn Bergsteiger auch als Hilfsmittel zur Fortbewegung.

## Arten

### Normalhaken

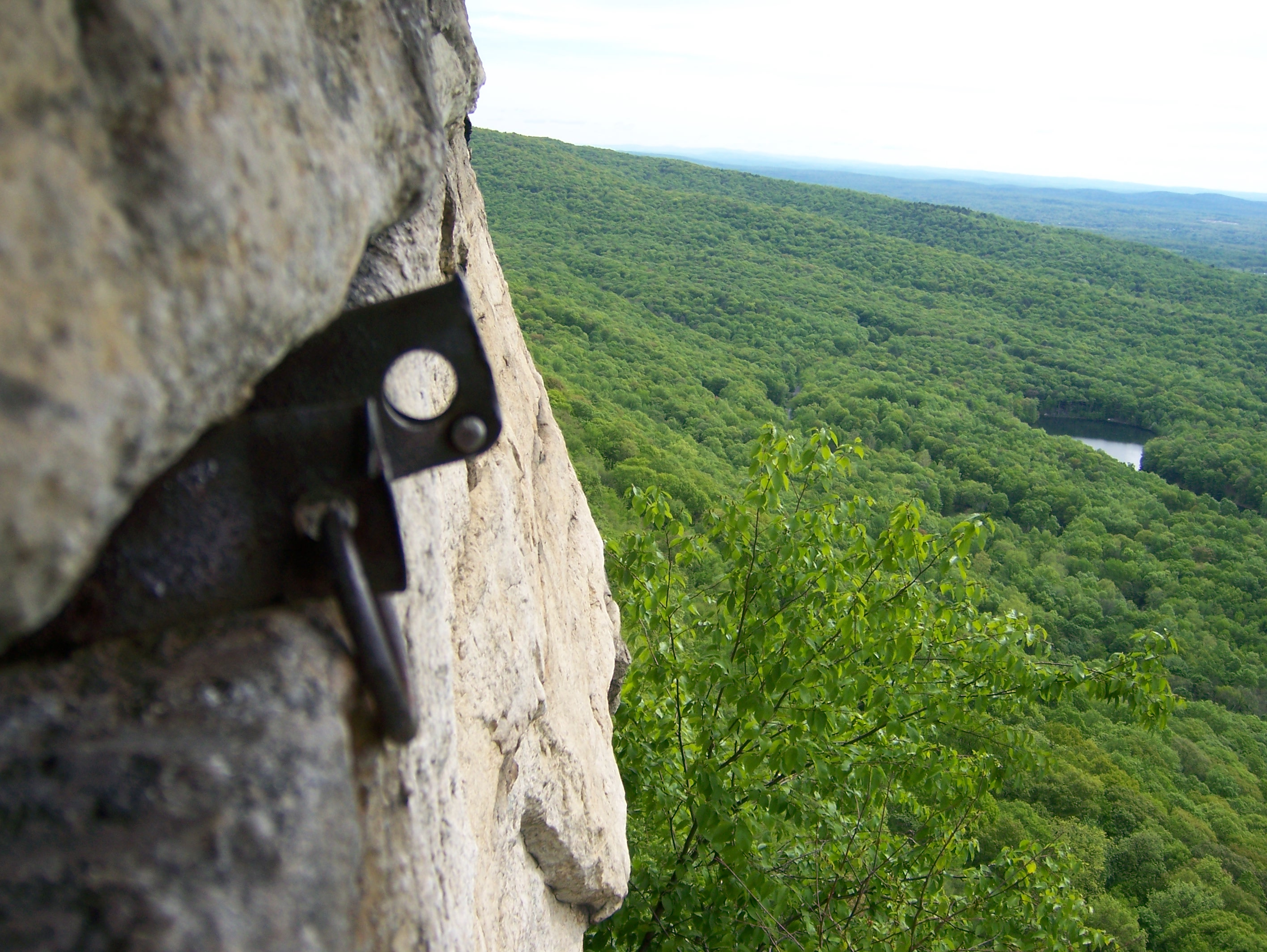
Klassischer Haken im Fels

Normalhaken sind Felshaken, die mittels Hammer in Felsrisse geschlagen werden (deshalb auch „geschlagene Haken“). Sie haben heute nicht mehr die Bedeutung wie in der Anfangszeit des Alpinismus, da sie weitgehend durch Bohrhaken verdrängt worden sind. Je nach Rissgröße werden unterschiedliche Typen verwendet, z. B. Fiechtlhaken (nach Hans Fiechtl), Universalhaken oder Profilhaken (große Profilhaken werden als „Bong“ bezeichnet). Ihre Belastbarkeit hängt von der Verankerungsqualität im jeweiligen Riss und ihrer Alterung durch Korrosion ab.

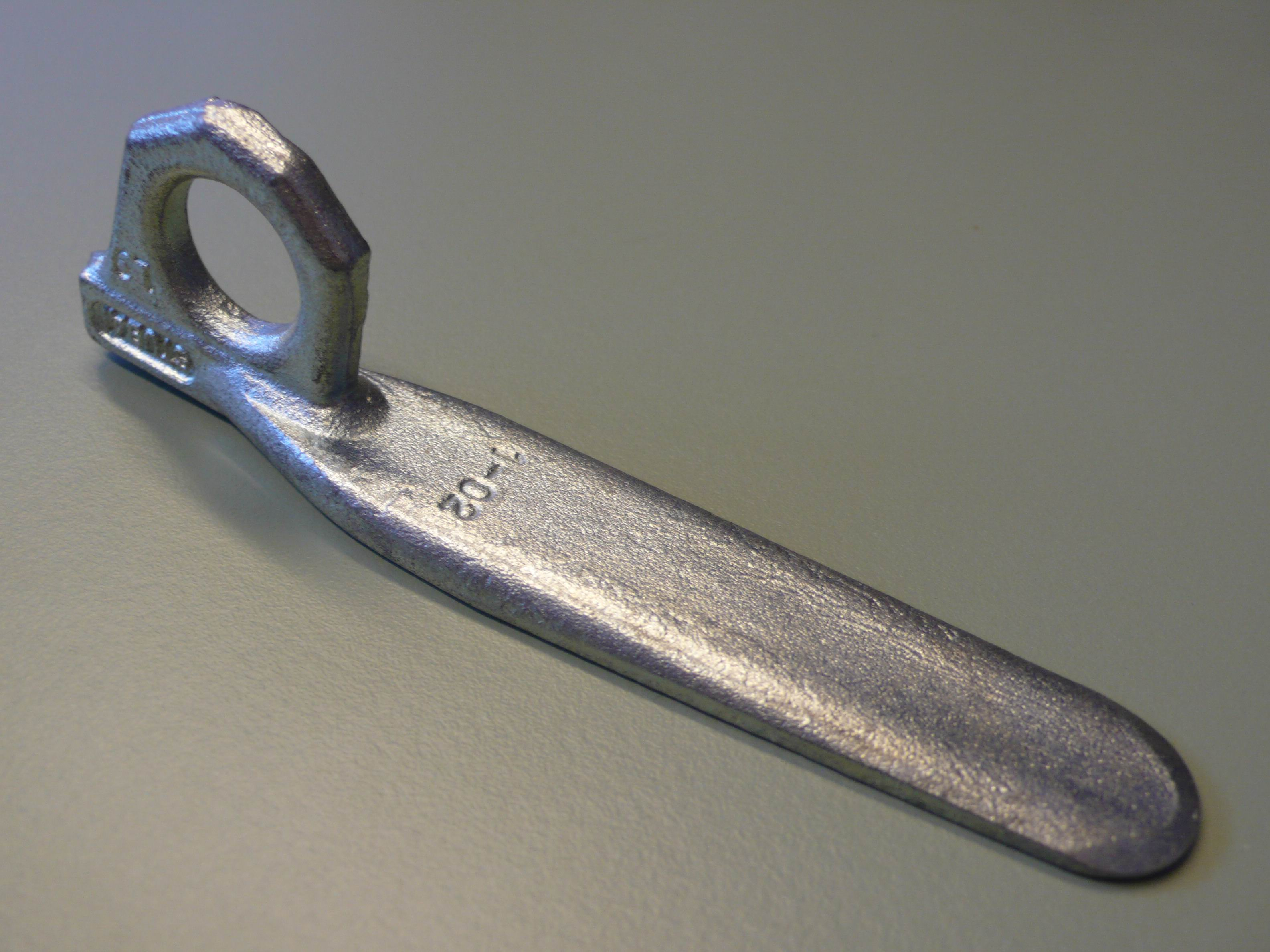
Fiechtlhaken
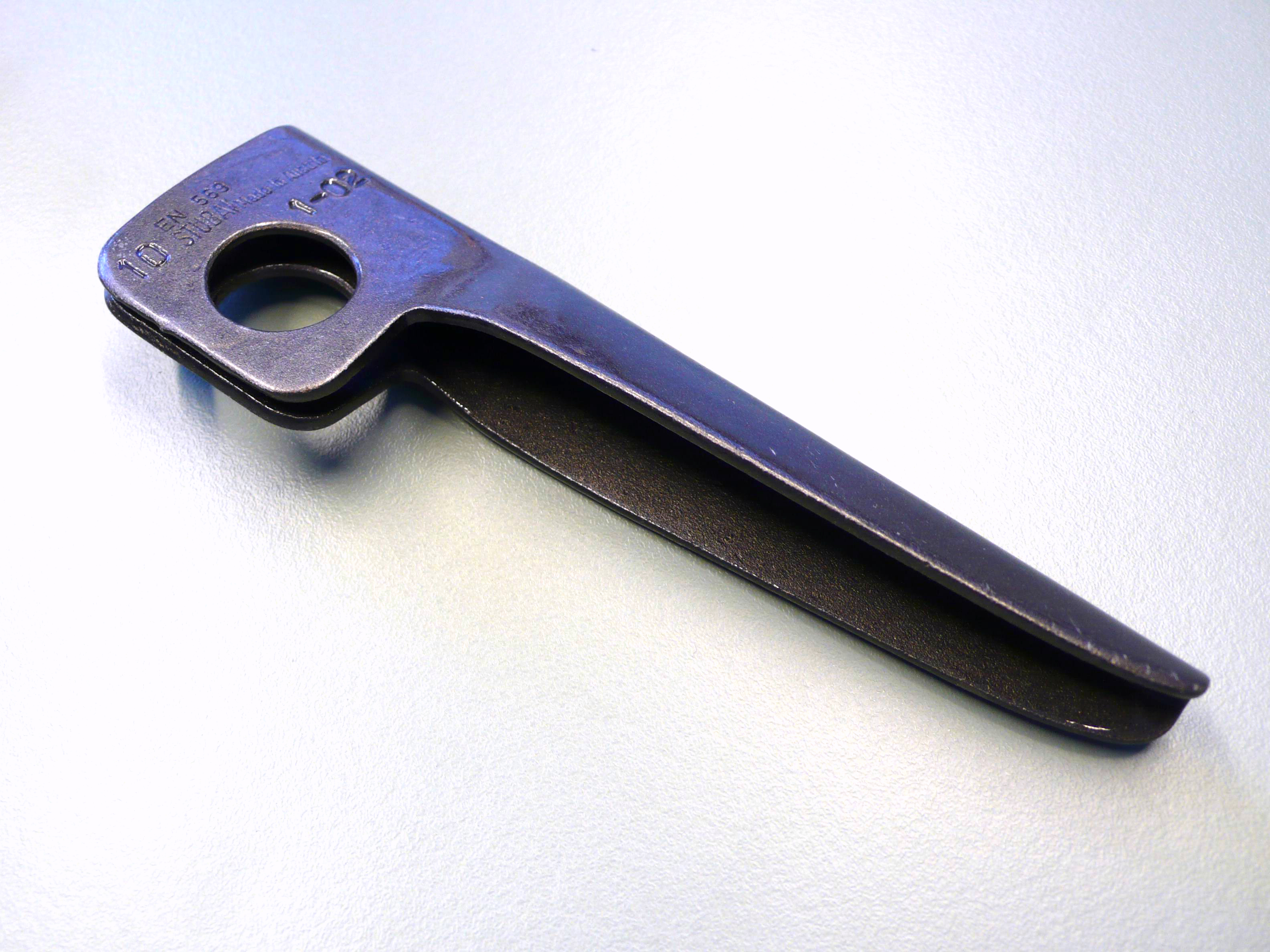
Profilhaken V-Form

### Bohrhaken
Bohrhaken sind heute die am häufigsten verwendeten Haken. Für ihre Anbringung wird mittels einer Akkubohrmaschine oder eines Handsetzgeräts ein Loch von 8 bis 12 mm Durchmesser in den Fels gebohrt und der Haken hineingesetzt. Die Verbindung mit dem Felsen erfolgt auf zwei Arten.
1. Spreizanker oder auch Expansionsanker werden ins Bohrloch eingesetzt und durch Anziehen der Mutter gespreizt. Sie sollten aus Edelstahl bestehen, um Korrosion und Sprödbrüche zu vermeiden.
2. Klebehaken – technisch korrekt sind sie als Verbundankerhaken zu bezeichnen – werden ebenfalls in einem Bohrloch verankert. Diese Verankerung erfolgt mittels eines Mörtels. Dabei muss die Oberfläche des Ankers und des Bohrlochs hinreichende Rauheit aufweisen, da die Haltekraft durch Formschluss mit dem Verbundmörtel und diesen Flächen entsteht. Der bekannteste Klebehaken ist der Bühlerhaken. Theoretisch weisen Klebehaken die höchste Belastbarkeit und Lebensdauer auf, in der Praxis kann es aufgrund von Setzfehlern allerdings zum Versagen der Verankerung kommen.[1]

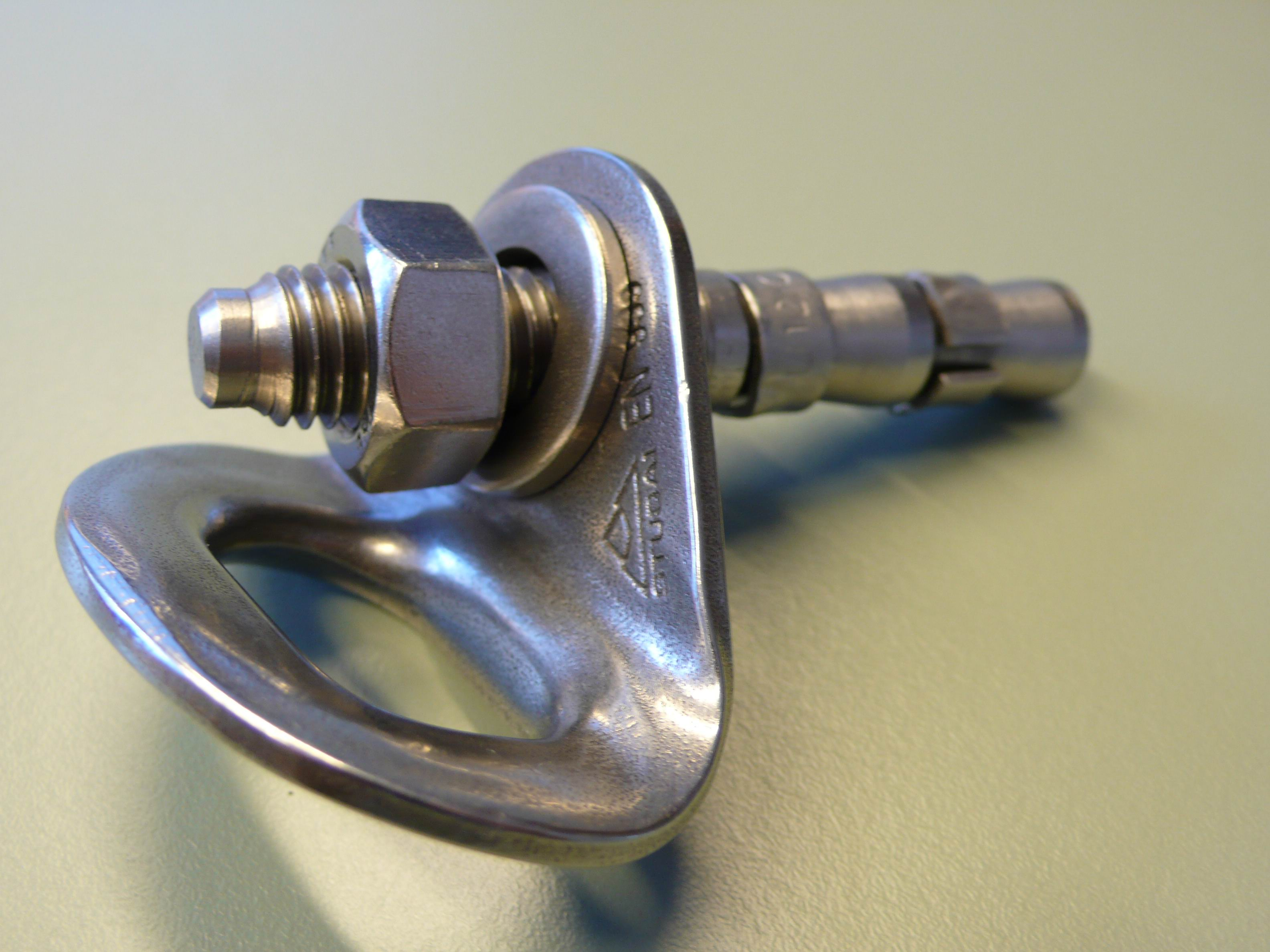
Spreizanker mit Bohrhakenlasche
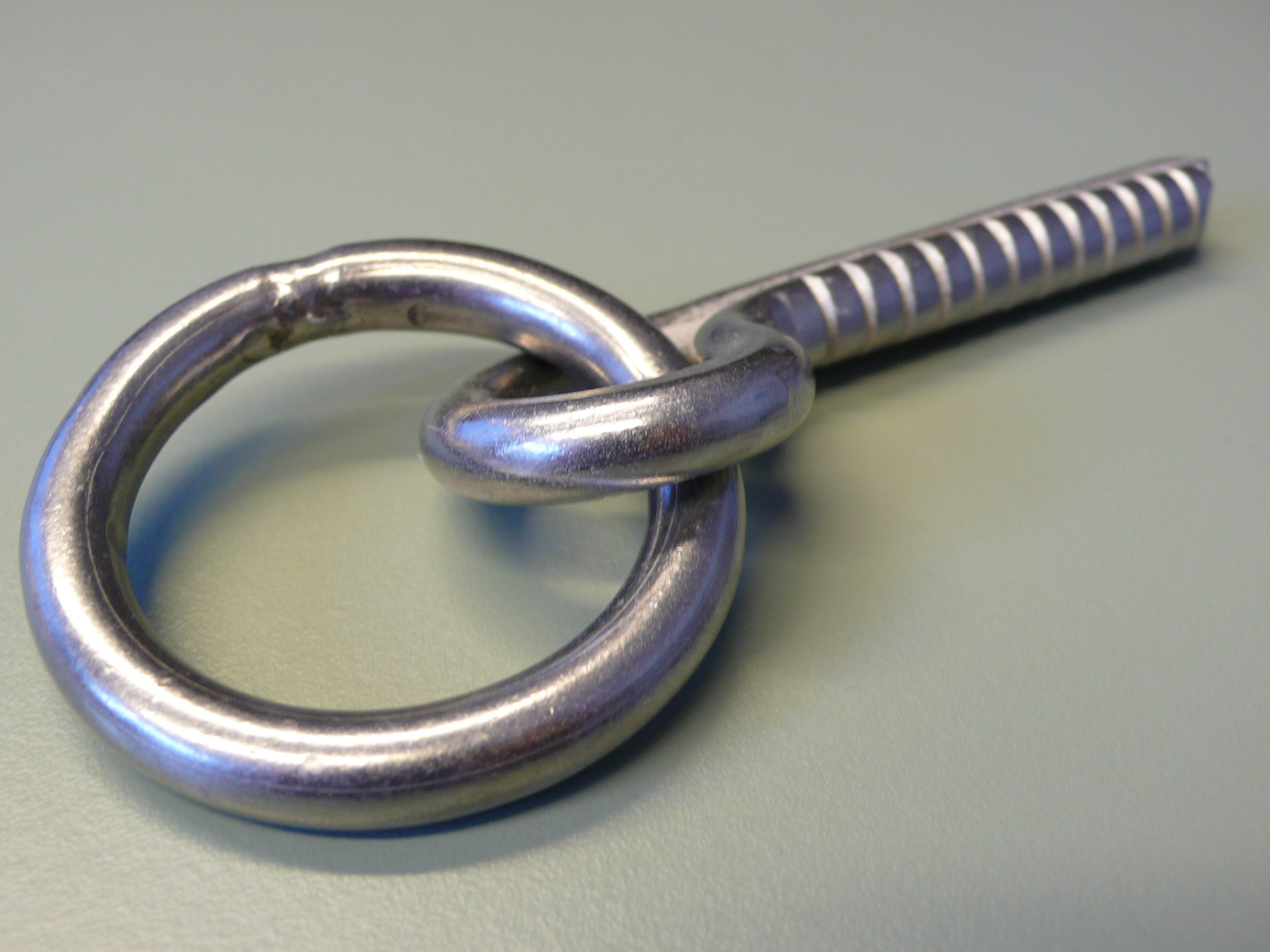
Verbundanker mit Ring